# 短腸症候群
短腸症候群（たんちょうしょうこうぐん、英語: short bowel syndrome）は、何らかの理由で腸が短くなっており、栄養や水分を吸収しにくくなる病気である。吸収不良症候群の一種で小腸の面積が縮小することで水分、蛋白質、炭水化物、脂質、ビタミン、ミネラルの吸収が障害されてしまう。

## 原因
先天的なものもあるが、多くの場合は小腸を手術によって広範囲に切除した後に発症している。小腸切除の理由として多いのは新生児壊死性腸炎やヒルシュスプルング病、上腸間膜動脈血栓症、クローン病などの重篤な疾患があることが多い。

## 症状
水様性下痢、腹部膨満感、栄養失調、体重減少が主な症状である。これらの症状は食事を摂取すると悪化しやすくなる。
切除された部位や残された小腸の長さによって栄養失調の内容や重症度が異なる。例えば十二指腸を失った場合は鉄分の吸収が困難になり鉄欠乏性貧血を合併しやすくなる。回腸が短くなるとビタミンB12の吸収が困難になり巨赤芽球性貧血を合併しやすくなる。また、免疫力低下による感染症や尿路結石なども合併症として起こり得る。

## 治療
小腸がある程度残っている場合は、一回の食事の量を減らす代わりに食事の回数を増やすなど食事の摂り方を工夫することが多い。また食事の内容にも注意する必要があり、例えば糖分を控えめにする、消化の悪いものを避けるなどがあげられる。サプリメントが補助的に使用されることもある。
小腸の大部分を切除した場合は点滴によって静脈から栄養補給をしなければならない場合もある。ただ長期にわたる点滴は感染症のリスクもあるため、なるべく早く点滴から離脱し経口による栄養補給に移行することが望ましい。